# Француженко Микола Олександрович
Мико́ла Олекса́ндрович Францу́женко (*25 листопада 1923, Краснокутськ, нині Харківської області — †28 жовтня 2007) — український радіожурналіст, редактор, публіцист, письменник. Псевдонім Микола Вірний.

## Біографічні відомості
Народився в родині військового інженера. Матір втратив, коли ще не мав року. Дитячі роки провів у Києві. Згодом батько одружився вдруге. Через батькову службу проживав і вчився по різних містах СРСР.
У 1938 році батька заарештували, а родині заборонили жити у великих містах. Миколу покинула його мачуха. Допомогу надали батькові друзі. Батько був засуджений до смертної кари, 21 день просидів у камері смертників, але уникнув розстрілу. Потім ще двічі засудили його до 10 років тюрми, але звільнили в 1939 році.
Після закінчення у 1940 році середньої школи в Житомирі Микола Француженко стає студентом медицини. Проте навчання перервала війна, і його було призвано до армії. У 1943 закінчує військову школу середнього командного складу, йде на фронт й після важкого поранення опиняється у німецькому полоні. Знаючи ставлення радянської влади до полонених, вступає до Першої Дивізії Української Національної Армії під командою генерала Павла Шандрука.
Кінець війни Микола Олександрович зустрів у англійському полоні в Белярії та Ріміні в Італії. Саме тут розпочалася його літературна і режисерська діяльність. Він виступав у театрі у різних ролях. Згодом разом із тисячами дивізійників виїхав до Англії. Працював у фермера, на текстильній фабриці та на цегельні, згодом, як здібний та підприємливий, став співвласником і директором підприємства з виробництва літнього взуття.
У 1957 переїжджає до Мюнхена, де до 1962 працює на радіостанції «Визволення» (Радіо Свобода). Потім Микола Олександрович переїздить із родиною до Нью-Йорка, керує нью-йоркською української редакцією Радіо Свобода. Одночасно з роботою закінчує Норвічський університет зі ступенем магістра. Наприкінці 1968 року Микола Француженко перейшов до українського відділу «Голосу Америки» у Вашингтоні, де і вийшов на пенсію як керівник відділу в 1990 році.
Жив у місті Роквілл, штат Меріленд, поблизу Вашингтона.
Був одним із засновників Спілки української молоді в Англії, а в США деякий час керував Центральним Комітетом Об'єднання Демократичної Української Молоді.
Дійсний член УВАН. Член ОУП «Слово» та Національної спілки письменників України.
Лауреат Міжнародної літературної премії ім. Івана Кошелівця за есе «Долі кращої, щастя й правди шукач» (Соборність, №1, 2001).

## Творчість
Автор книжки «Долі: Поезія, оповідання, драма»; співупорядник книжки «Василь Стус»; автор численних статей, репортажів й оглядів на актуальні теми сучасності, які публікуються на сторінках газет та журналів.
- Василь Стус. В житті, творчості, спогадах та оцінках сучасників / Упоряд. О. Зінкевич і М. Француженко. — Балтимор — Торонто: «Смолоскип» ім. В. Симоненка, 1987. — 463 c.
- Вірний М. Долі. Поезія, оповідання, драма. — К.: Смолоскип, 1997. — 288 с.
- Вірний М. Наша доля. — К.: Ярославів Вал, 2007.
- Вірний М. Портрет поета (Про Василя Барку). — Рівне: Діва, 1998.
- Вірний М. При відсвітах безсмертя: Деякі факти з життя і творчості Василя Барки з нагоди 75-ліття // Нові дні. — 1983. — № 10. -С. 5-9; № 11. — С. 5-8.
- Француженко-Вірний М. З нагоди 22 січня і Крут // Молода Україна. — Торонто, 1999. — Січень- березень. — С. 3-4.
- Микола Француженко-Вірний. Заокеанські письменники України. — Київ : Смолоскип, 2015. — 312 с. — ISBN 978-617-717-323-5.

Учасник фільмів: «Шевченко у Вашингтоні», «Щоб дзвони дзвонили».